# مشكلة الشر
مشكلة الشر في الثيولوجيا وفلسفة الدين هي محاولة حل معضلة وجود الشر والمعاناة في العالم مع فكرة وجود إله عليم، قدير، رحيم. وهي حجة ترمي إلى إظهار أن وجود الشر مع مثل هذا الإله أمر غير محتمل أو مستحيل. ويرد على هذه المشكلة بثلاثة ردود هي رفض وجودها مطلقًا، والدفاع الديني لرد القول بتناقض وجود الإله مع وجود الشر، ونظرية العدالة الإلهية التي تعلل بوجود الحكم الإلهية أو ثيوديسيا.
ثمَّة ردود ومحاججاتٌ مختلفةٌ ومتنوِّعة لحلّ مشكلة الشر. مثل محدودية قدرة الإله أي: الرب لديه قدرة لكنها محدودة  يحاول قدر الإمكان عمل الخير فالإله ذو نية خالصة نحو الخير والعدالة.منها على سبيل المثال تفسير عمليَّتي الخلق والحساب اللتين يقوم بهما الله في التوراة على أنَّهما عمليَّة واحدة، ففي هذه الحالة، يكون اللَّه قد جسَّد كرهه للشرّ في العالم الذي خلقه، فهو يريد إقامة حسابٍ عظيمٍ وكاملٍ للبشر على كافَّة أخطائهم وإعلانها عليهم جميعاً في يوم الحساب. ولأنَّ الله سيعاقِب مرتكبي الأعمال الشِّريرة في يوم الحساب، فإنَّ هذا يجعله إلهاً خيِّراً. ثمَّة العديد من التفسيرات الأخرى للمشكلة، منها أنَّ الشر هو نتاج إساءة استخدام المخلوقات الحيَّة للإرادة الحرَّة التي منحها إيَّاها الله، وأنَّ المعاناة ضروريَّة لتطوُّر الناس الروحاني، وقد يعبر عن مشكلة الشر بتعابير أخرى فقد وصفها سي. إس. لويس بأنها مشكلة الألم وعبر عنها بقوله: «يكلمنا الله في أوقات العافية، ويصرخ بنا في أوقات الألم»، وقيل في الحكم «من لم يأت إلى الله بلطائف الإحسان سيق إليه بسلاسل الامتحان»، وأنَّ البشر أقلُّ إدراكاً أساساً من أن يفهموا أسباب الإله للسَّماح بوجود الشر. ويدعى تعارض تفسير إساءة استخدام الإرادة الحرَّة مع المفهوم الحالي عن الله، لأنه يفتَرض أنَّ الإله قادرٌ على التنبؤ بكلِّ حوادث المستقبل، ممَّا يمكّنه من تجنُّب حدوث أيِّ شيءٍ لا يرغب بوقوعه، ويدعي البعض أن هذا متناقض مع مفهوم الإرداة الحرة، ولكن يجيب اللاهوتيون ومنهم الفيلسوف ريتشارد سوينبرن بأن الإرداة الحرة موجودة بالقدر الذي يبرر المسؤولية عن الأعمال وليست بمعنى الإرادة الحرة المطلقة التي تتعارض مع وجود العلم والقدرة الإلهية. وتزداد مشكلة الشر عمقًا في المجتمع الغربي حيث تنتشر الفردانية والرغبة في تحصيل اللذائذ في الحياة الحالية فقط، وقد بلغت أوج انتشارها بعد الحرب العالمية الثانية، ويزداد انتشارها في الحروب، وقد ادعى ماكس فيبر أن مشكلة الشر تكون ظاهرة في الأديان التوحيدية؛ اليهودية والمسيحية والإسلام، لأنها تؤمن بإله كلي القدرة وكلي العلم وواسع الرحمة. واختزال صفات الله على هذه الصفات الثلاث (العلم والقدرة والرحمة) هي أحد أسباب تضخيم مشكلة الشر، ولأن العالم عظيم ومعقد، والعقل محدود، يقر الجميع بالقصور الإدراكي للإنسان بحيث تغيب عنه بعض الحكم قبل الخوض في هذه القضية، وأن أهم ما يفسر وجود الشر في العالم هو الاختبار الإلهي وحرية الإرادة والتعريف بالنعمة وإبداء قصور الحياة الدنيا، ولذلك فالمؤمن يتوقع وجود الشرور بأنواعها ولا يجد أنها تطرح مأزق تصوري للألوهية أو لمعنى الحياة، ولكنها تكون كذلك عند بعض الأديان التي رجحت وصفًا للإله يتعارض مع الابتلاء أو عند الملحدين الذي يفترضون ضرورة وجود صورة طوباوية لعالم لا يوجد فيه شر.

## الحجج ووجهات النظر
صيغت نماذج عدَّة من مشكلة الشر على مر العصور، منها ما هو مبنيٌّ على اعتقاداتٍ فلسفية ولاهوتية ويهودية. والتحدي الإلحادي في مشكلة الشر يقوم على وجهين؛ المشكلة المنطقية للشر، والمشكلة البرهانية (أو الاحتمالية) للشر.

### المشكلة المنطقيَّة للشر
تزعم المشكلة المنطقية عدم تآلف وجود إله قدير عالم رحيم مع وجود الشر، أي ترتب التناقض على اجتماعهما، ويعد أوَّل من طرح مشكلة الشر من منظورٍ منطقي الفيلسوف الإغريقي إبيقور، ويمكن وصف محاججته بما يلي:
1. إذا كان يوجد إلهٌ كامل القدرة والمعرفة والخير بالعالم، إذاً لن يوجد الشر.
2. يوجد شر في العالم.
3. إذاً، فإنَّه لا يوجد إله كامل القدرة والمعرفة والخير في الآن ذاته.

هذه المحاججة مصاغة بأسلوب نفي النتيجة، وهي حجة صالحةٌ منطقياً إذا كانت ادعاءاتها الأوليَّة صحيحة، حيث أنَّ الاستنتاج الأخير يصبح وقتها بديهياً. رغم ذلك، فإنَّه من غير الواضح كيف يمكن أن يضمن وجود إلهٍ كامل القوة وشديد الخير عدم وجود الشر، وبالتالي فإنَّ صحَّة الادعاء الأوَّل مشكوكٌ بها. أجريت تعديلاتٌ وتطويرات عديدة على هذه المحاججة فيما بعد، لتثبت أن الادعاء المُقدَّم في البند الأول منها صحيح ومتماشٍ مع المنطق، ومن الأمثلة الحديثة على هذه التعديلات ما يلي:
1. الإله موجود.
2. الإله كامل القدرة والمعرفة والخير.
3. يريد أي كائنٍ كامل الخير أن يستأصل الشر.
4. يعلم أي كائنٍ كامل المعرفة كل طريقة يمكن أن يوجد فيها الشر بالعالم، ويعلم كل طريقة يمكن أن يُستأصَل بها هذا الشر.
5. يستطيع أي كائنٍ كامل القدرة أن يستأصل الشر من الوجود.
6. سيمنع وجود الشر في العالم أي كائنٍ يعرف كل طريقةٍ يمكن أن يوجد فيها الشر، وقادر على استئصال هذا الشر من الوجود، وراغب باستئصاله.
7. إذا كان يوجد إله كامل القدرة والمعرفة والخير، فإنَّ الشر لن يكون موجوداً.
8. الشر موجود (تناقضٌ منطقيّ).

يُنظَر إلى هاتين المحاجَجتين على أنَّهما تقدِّمان صورتين مختلفتين من مشكلة الشر المنطقيَّة، وكلاهما تحاولان تقديم افتراضات مبدئية ثمَّ إظهار تناقضها المنطقي، ممَّا يستوجب أن يكون أحد الافتراضات خاطئاً (إما أنَّ الشر غير موجود أو الإله غير موجود). تبدأ معظم النقاشات الفلسفية بافتراض أنَّه لا يمكن اجتماع وجود الإله مع الشر، وضرورة أن يستأصل الله جميع الشرور من العالم إن كان خيِّراً. مع ذلك، فإنَّ المتديِّنين يردُّون على هذه الحجة بأن من الممكن جداً اجتماع وجود الإله والشر، إذا ما كان الإله يريد تحقيق خيرٍ أكبر للإنسانية من وراء هذا الشر.
أحد الأمثلة الشائعة على الخير الذي يمكن أن يأتي من بقاء الشر في العالم هو الإبقاء على حرية إرادة البشر، وهي حجة اشتهر بها الفيلسوف الأمريكي ألفين بلانتينغا. تنقسم محاججة آلفين إلى جزئين، يُقدِّم أولها تفسيراً لشرور البشر والثاني تفسيراً لشرور الطبيعة. بَنى آلفين الجزء الأول من محاججته على افتراض أنَّ الأفعال الشريرة أخلاقياً في المجتمع الإنساني ناتجةٌ دوماً عن ما يفعله البشر بإرادتهم الحرَّة، وبالتالي فإنَّ إيقاف هذا الشر يتطلَّب سلب الناس حرية إرادتهم. أما في الجزء الثاني، فهو يقول بأنَّ هناك احتمالاً منطقياً بوجود روح شريرة قويَّة مثل الشيطان، تكون هي المسؤولة عن الشرور الطبيعية في العالم، كالزلازل وثورات البراكين والأوبئة. يرى بعض الفلاسفة أنَّ آلفين نجح في هاتين الحجتين بحلّ مشكلة الشر المنطقية حلاً نهائياً، بإظهار أنَّه من الممكن اجتماع الإله الخيّر والأعمال الشريرة معاً في عالم واحد. من جهةٍ أخرى، اختلف معه العديد من الفلاسفة الآخرين اختلافاً تاماً، ومن الحجج المعارضة له أنَّه لا يمكن أصلاً أن يمتلك الناس إرادة حرة بوجود إلهٍ كامل المعرفة، وهو ما يعرف بمفارقة حرية الإرادة.

### المشكلة البرهانية للشر
يَسعى هذا النموذج من مشكلة الشر لطرحها بأسلوبٍ احتمالي أقلَّ حسماً لكنه أكثر وضوحاً، ففي حين يصعب إثبات تعارض وجود الإله مع وجود الشر وفقاً لعلم المنطق، لكنَّ وجود الشر - رغم ذلك - يخالف بشكلٍ عام أو يقلُّل احتمال صحَّة الأديان. وقد ذكر سامي العامري في كتابه مشكلة الشر أن هنالك وجه واحد للمشكلة الاحتمالية للشر بقيت قيد النقاش النشط هي الشر المجاني وذكر أن «جميع أوجه المشكلة البرهانية للشر ذبلت، وما عاد أئمة الإلحاد يعولون عليها، إلا مشكلة الشر المجاني، وهي المشكلة التي يدور حولها النزاع بين الثيودسيين والدفاعيين المؤمنين ومخالفيهم من الملاحدة»، ولكن مشكلة الشر المجاني مسألة خلافية والإيمان بوجود الله ينفي مجانية الشر. ومن حجج مشكلة الشر البرهانية ما يسعى إلى تفنيد محاججة آلفين بلانتيغا عن إمكانية وجود روح شريرة قويَّة في العالم تسبّب الشرور الطبيعية، فمع أنَّ احتمال وجود مثل هذه الروح قائم وليس متعارضاً بالمطلق مع المنطق، إلا أنَّ الافتقار للدلائل العلمية والملموسة على وجودها يجعله أمراً مستبعداً جداً، ومن ثمَّ فهو تفسير باطل لكيفية وجود الشرور الطبيعية. توجد أدناه أمثلة مطلقة وأخرى جزئية على مشكلات الشر الاحتمالية (البرهانية) Evidential.
نموذج وليام روي:
1. توجد في العالم معاناةٌ شديدة، كان يمكن لأيّ كائنٍ كامل القدرة والمعرفة أن يوقفها، وإذا أراد فإنَّه قادرٌ على أن لا يقرن ذلك بحرمان البشر من أيّ خيرٍ أكبر أو السماح بوجود شرٍ أسوأ.
2. كان ليمنع أي كائنٍ كامل المعرفة ومطلق الخير وجود أيّ معاناة في العالم طالما استطاع ذلك، إلا إذا لم يكن بإمكانه فعل ذلك دون أن يحرم البشر من خيرٍ أكبر أو يسمح بوجود شر أسوا في عالمهم.
3. بالتالي، فإنَّه لا وجود لإلهٍ كامل القدرة والمعرفة ومطلق الخير في الآن ذاته.[2]

نموذج باول درابر:
1. يوجد في العالم شرٌّ غير مبرَّر.
2. تقدّم نظرية اللامبالة، وهي تنصُّ على أنه إذا ما وجد كائن خارق للطبيعة في العالم فهو لا يبالي بوجود الشر، تفسيراً أفضل للنقطة (1) من ما تقدّمه الأديان.
3. بالتالي، فإنَّ الدلائل ترجّح أنه ما من وجودٍ للإله بالصُّورة التي يتخيلها المتديّنون عادةً.[12]

هذه الحجج هي أحكامٌ احتمالية، إذ أنَّها تستقرُّ في النهاية - حتى بعد التفكير المتمعِّن - على أنَّه لا يوجد سببٌ لكي يسمح الإله بوجود الشر. الاستنتاج العام الذي تخرج به المحاججتان من هذا الادعاء هو أنَّ هناك شراً غير ضروري في العالم، ووهذا استقراء هو ما يصنع الفرق بين الحجَّة المنطقية والبرهانية لمشكلة الشر.
منطقياً، تظل احتمالية وجود أسبابٍ خفيَّة عن البشر أو غير معروفة لهم تبرِّر الشر قائمة. رغم ذلك، لا زال مدى نجاح أو فشل الإله في تفسير الشر موضع جدل. بحسب فلاسفةٍ مثل نصل أوكام، فمن الواجب عند استعمال المنهج المنطقي تجنُّب الافتراضات التي لا أدلَّة تثبتها أو تنفيها إلى أقصى درجة ممكنة. فوجود أسباب خفيَّة يمكنها تفسير الشر، هو محض افتراض نظريٍّ لا سبيل لإثباته. بالتالي وحسبَ محاججة باول داربر أعلاه فإنَّ وجود إلهٍ كامل القدرة والمعرفة في العالم لكنَّه غير مبالٍ بأمر الناس، هي نظرية لا تتطلَّب أيَّة أسبابٍ خفية لتكملها، ممَّا يمنحها أفضليَّة على النظريات التي تقول أنَّ هناك أسباباً خفيَّة عن عقول الناس تجعل إلهاً كامل القدرة والمعرفة والخير يترك الشر كما هو. بنفس الطريقة، فإنَّ أي حجَّة خفية تبرِّر وجود الشرور التي يراها البشر جزئياً أو كلياً تماثل في إمكانيَّتها المنطقية وجود حجَّة خفية مقابلةٍ تجعل هذه الشرور أكثر سوءاً حتى ممَّا تبدو عليه. ومن ثمَّ يمكن القول من وجهة نظرٍ استقرائية أن جميع الحجج الخفية تعادل بعضها منطقياً، ممَّا يجعل وزنها منعدماً في المحاججات والنقاشات.
يقدم المؤلف والباحث غريغوري س. باول حالةً يعتبرها خاصَّة وأكثر أهمية من مشكلة الشر، فهو يعتقد - بناءً على تقديراته الشخصية - أنه ولد ما لا يقلُّ عن 100 مليار إنسانٍ مختلف على مر التاريخ البشري (بدءاًَ من نحو 50 ألف عام، عندما ظهر الشكل الحديث من البشر للمرَّة الأولى)، بعد ذلك، أجرى ما اعتبره «حساباتٍ بسيطة» ليستنتج معدل موت أطفال البشر على مر التاريخ. وكان ما وجده هو أن معدل موت الأطفال في العصور القديمة بلغ أكثر من 50%، وكان يرجع بالدرجة الأولى لأمراضٍ منها الملاريا. باعتقاد باول فإنَّ هذا جزء من مشكلة الشر، فضمن تقديراته مات عبر التاريخ أكثر من 50 مليار طفلٍ قبل حتى أن يصبحوا راشدين كفايةً لإصدار أي أحكامٍ من أي نوع. كما ويعتقد أنَّ ما يصل إلى 300 مليار بشريٍ لم يحصلوا على فرصةٍ ليولدوا أصلاً.
ثمة ردودٌ مختلفة على مشكلة الشر البرهانية الاحتمالية، تفاصيلها موجودة في الأقسام أدناه.

## الاستجابات العلمانية
في حين أن مشكلة الشر تعتبر عادة مشكلة إيمانية، يقول بيتر كيفي إن هناك مشكلة شريرة علمانية موجودة حتى لو تخلى المرء عن الإيمان بإله. أي مشكلة كيف يمكن التوفيق بين "الألم والمعاناة التي يلحقها البشر ببعضهم البعض". يكتب كيفي أن جميع المتشككين الأخلاقيين باستثناء الأكثر تطرفا يتفقون على أن البشر عليهم واجب عدم إيذاء الآخرين عن قصد. هذا يؤدي إلى مشكلة الشر العلمانية عندما يؤذي شخص آخر من خلال "خبث غير مدفوع" دون تفسير عقلاني واضح أو مصلحة ذاتية مبررة.
هناك سببان رئيسيان يستخدمان لتفسير الشر، ولكن وفقا لكيفي، لا يوجد سبب مرض تماما. التفسير الأول هو الأنانية النفسية - أن كل ما يفعله البشر هو من المصلحة الذاتية. وقد عارض الأسقف بتلر هذه التعددية المؤكدة: البشر مدفوعون بالمصلحة الذاتية، لكنهم مدفوعون أيضا بتفاصيل - أي أشياء أو أهداف أو رغبات معينة - قد تنطوي أو لا تنطوي على مصلحة ذاتية ولكنها دوافع في حد ذاتها وقد تشمل، في بعض الأحيان، الإحسان الحقيقي. بالنسبة للأناني، فإن "وحشية الإنسان تجاه الإنسان" "لا يمكن تفسيرها بعبارات عقلانية"، لأنه إذا كان بإمكان البشر أن يكونوا قساة من أجل القسوة، فإن الأنانية ليست الدافع البشري الوحيد. لا يكون التعدديون أفضل حالا بمجرد التعرف على ثلاثة دوافع: يمكن تفسير إصابة شخص آخر لأحد هذه الدوافع على أنه عقلاني، لكن الأذى من أجل الأذى، هو أمر غير عقلاني بالنسبة للتعددي مثل الأناني.

## الشر حسب الضرورة
وفقا لميشيل دي مونتين وفولتير، في حين أن سمات الشخصية مثل القسوة الوحشية والتحيز والأنانية هي جزء فطري من الحالة الإنسانية، فإن هذه الرذائل تخدم "الصالح العام" للعملية الاجتماعية. [23]: xiii بالنسبة لمونتين، فإن فكرة الشر مرتبطة بالمعرفة المحدودة للبشر، وليس للعالم نفسه أو لله. إنه يتبنى ما يشير إليه الفيلسوفان جراهام أوبي ون. ن. تراكاكيس على أنه "وجهة نظر رواقية جديدة لعالم منظم" حيث يكون كل شيء في مكانه. [57]
هذه النسخة العلمانية من الاستجابة المتماسكة المبكرة لمشكلة الشر، (تؤكد التماسك أن الاعتقاد المقبول يجب أن يكون جزءا من نظام متماسك)، يمكن العثور عليها، وفقا لرورتي، في كتابات برنارد دي ماندفيل وسيغموند فرويد. يقول ماندفيل إنه عندما يتم تنظيم الرذائل مثل الجشع والحسد بشكل مناسب داخل المجال الاجتماعي، فإنها هي التي "تشعل الطاقة والإنتاجية التي تجعل الحضارة التقدمية ممكنة". يؤكد رورتي أن الشعار التوجيهي لكل من المتماسكين الدينيين والعلمانيين هو: "ابحث عن الفوائد المكتسبة من الضرر وستجد أنها تفوق الضرر". [23]: الخامس عشر
ذكر المنظر الاقتصادي توماس مالتوس في مقال نشر عام 1798 حول مسألة الاكتظاظ السكاني، وتأثيره على توافر الغذاء، وتأثير الغذاء على السكان من خلال المجاعة والموت، أنه: "الضرورة، تلك الملحة، التي تسود قانون الطبيعة، تقيدها ضمن الحدود المنصوص عليها [...] ولا يمكن للإنسان بأي وسيلة من وسائل العقل الهروب منه". [58]: 2 ويضيف: "الطبيعة لن تهزم في مقاصدها". [58]: 412 وفقا لمالتوس، لا يمكن اعتبار الطبيعة وإله الطبيعة شرا في هذه العملية الطبيعية والضرورية. [59]

### حجج أخرى
ثمَّة أشكال عديدة من مشكلة الشر. من أبرزها على سبيل المثال مبدأ الجحيم، ففكرة العذاب الأبدي مقابل ذنبٍ محدود هي شكل قوي من مشكلة الشر، ويُطلَق عليه اسم مشكلة جهنم. إذا كان عدم الإيمان بالله أو الإيمان بإلهٍ خاطئٍ تعتبر أعمالاً شريرة، فإن حجج عدم الإيمان والوحي غير المتناسق وضعف التصميم ستثبت أن الإله شرير، وأن وجوده لا ينسجم مع مبادئ الأديان التي أرسلها للبشر.

## الردود المعاكسة
ينظر البعض إلى الردود المقدَّمة لمشكلة الشر على أنها إما «محاولات دفاعية» أو ما يُسمَّى نظرية العدالة الإلهية أو «الثيوديسيا»، ورغم أنَّ ثمة جدلاً حول التعريف الدقيق للمصطلحين، لكن هناك نوعاً من الاتفاق حول الإطار العام لهما. عادة، يكون ما يعتبر «دفاعاً» هو الحجج التي تسعى للرد على مشكلة الشر بمحاولة إظهار عدم وجود تناقض منطقي بين وجود الشر والإله في العالم. لا تحتاج هذه الحجج أن تُقدّم سبباً لوجود الشر، إنَّما ستكون ناجحةً بمجرَّد إثبات أن لا تناقض بين وجود الشر والإله معاً. بل ليس من الضروري حتى أن تكون الحجَّة حقيقية، فحتى لو كانت حجة مختلقةً لكنها متماسكة منطقياً فستكون كافية لحل المشكلة فلسفياً.
من ناحية أخرى، فإن الحجج المُسمَّاة بـنظرية العدالة الإلهية الثيوديسيا تسعى لأكثر من ذلك، إذ أنها تحاول تقديم تعليل قويّ - بحيث يكون سبباً مقنعاً أخلاقياً أو فلسفياً - لوجود الشر في العالم، لكي تتمكَّن بالتالي من دحض مشكلة الشر الاحتمالية. على سبيل المثال، يحاجج أستاذ فلسفة الأديان رتشارد سونبورن بأنه من غير المعقول افتراض وجود إله عظيم يسمح بوجود الشر، إلا لو علمنا بالتحديد ماهية هذا الإله (بالتالي وحسب قوله، فإنه لا يمكن وضع حجة ثيوديسيا ناجحةٍ دون معرفة ماهية الإله، وهو أمر غير ممكن للبشر). من هذا المنطلق، يلجأ البعض إلى الحجج التي تنسب وجود الشر إلى كائنات خفيَّة مثل العفاريت والشيطان ويعتبرونها حججاً ممكنةً منطقياً، إلا أنَّها ليست «قوية» كثيراً لاستحالة إثباتها أو نفيها. ينظر البعض إلى هذه الحجج الأخيرة على أنها تقدّم دفاعاً لمشكلة الشر، لكنها لا تمثل حججاً ثيوديسيَّة جيّدة.